# ریچل چاوکین
ریچل چاوکین (انگلیسی: Rachel Chavkin؛ زادهٔ ۲۰ ژوئیهٔ ۱۹۸۰) کارگردان نمایش اهل ایالات متحده آمریکا است. بیشتر به خاطر کارگردانی آثار موزیکال ناتاشا، پیر، و دنباله‌دار بزرگ ۱۸۱۲ و هادستونکه بابت هردو اثر مفتخر به نامزدی جایزه تونی برای بهترین کارگردانی موزیکال شد شناخته می‌شود. او بابت نمایش هادستون موفق شد در سال ۲۰۱۹ این جایزه را برنده شود. نمایش موزیکال ناتاشا، پیر، و دنباله‌دار بزرگ ۱۸۱۲ تحت رهبری او در برادوی در تئاتر ایمپریال در ۱۴ نوامبر ۲۰۱۶ اکران شد. در هفتاد و یکمین دوره جوایز تونی، این اثر موزیکال دوازده نامزدی دریافت کرد که بیشترین تعداد نامزدی برای فصل ۱۷–۲۰۱۶ محسوب می‌شود، از جمله این نامزدی‌ها می‌توان به نامزدی خود چاوکین برای جایزه بهترین کارگردانی موزیکال اشاره کرد. چاوکین در سال ۲۰۱۱ با جیک هنریش ازدواج کرده است.

## اوایل زندگی و تحصیلات
چاوکین در واشینگتن دی سی به دنیا آمد، جایی که والدینش وکلای حقوق مدنی بودند. او در حومه واشینگتن در سیلور اسپرینگ، مریلند بزرگ شد. چاوکین یک خداناباور یهودی است. چاوکین در سال ۲۰۱۱ با جیک هنریش ازدواج کرده است. او مدرک کارشناسی هنرهای زیبا خود را از دانشگاه نیویورک و مدرک کارشناسی ارشد هنرهای زیبا را از دانشگاه کلمبیا دریافت کرده است.

## پیشه هنری
چاوکین در حال حاضر سمت مدیر هنری The TEAM را بر عهده دارد و برای کارگردانی و تولید قطعات زیادی برای این کمپانی کار کرده است، از جمله نمایشنامه‌های برنده جوایز و تورهای بین‌المللی، مانند روزولویس و میشن دریفت. او اثری هستی شناسانه به نام سه پیانو را در مارس ۲۰۱۰ در آف-آف-برادوی کارگردانی کرد. او در سال ۲۰۱۰ برنده جایزه جایزه اوبی برای نمایش سه پیانو شد. چاوکین نمایش ناتاشا، پیر، و دنباله‌دار بزرگ ۱۸۱۲ اثر دیو مالوی را کارگردانی کرد که در سال‌های ۲۰۱۳–۲۰۱۴ در آف-آف-برادوی اجرا شد. ناتاشا، پیر و دنباله دار بزرگ ۱۸۱۲ جایزه اوبی را در سال ۲۰۱۳ کسب کرد. این موزیکال تحت رهبری او در برادوی در تئاتر ایمپریال در ۱۴ نوامبر ۲۰۱۶ اکران شد. در هفتاد و یکمین دوره جوایز تونی، این اثر موزیکال دوازده نامزدی دریافت کرد که بیشترین تعداد برای فصل ۱۷–۲۰۱۶ محسوب می‌شود، از جمله این نامزدی‌ها می‌توان به نامزدی چاوکین برای جایزه بهترین کارگردانی موزیکال اشاره کرد.
چاوکین اپرای فولکلور هادستون، نوشته آنایس میچل، را کارگردانی کرد که به‌طور رسمی در کارگاه تئاتر خارج از برادوی نیویورک در ۲۳ می ۲۰۱۶ نمایش داده شد. پس از نمایش در ادمونتون و لندن، هادستون در برادوی در آوریل ۲۰۱۹ در تئاتر والتر کر به نمایش درآمد. او بابت این نمایش برنده جایزه تونی برای بهترین کارگردانی موزیکال شد. در سال ۲۰۱۷، چاوکین به همراه دیو مالوی جایزه اسمیتسونین بابت نبوغ هنری‌شان دریافت کردند. چاوکین در پروژه‌های متعددی از جمله «انتقام لیلی»، «پرده ۲» و «تأیید و وضعیت» با بازیگر و نمایشنامه‌نویس تیلور مک همکاری کرده است. چاوکین اولین نمایش جهانی موبی دیک را به همراه دیو مالوی کارگردانی کرد که در ۱۱ دسامبر ۲۰۱۹ در تئاتر رپرتوری آمریکایی هاروارد در کمبریج، ماساچوست به نمایش گذاشته شد. در ۲۲ فوریه ۲۰۲۳، اعلام شد که چاوکین اقتباس موزیکال گتسبی بزرگ را در برادوی کارگردانی خواهد کرد، و در ۵ ژوئن ۲۰۲۴ در تئاتر رپرتوری آمریکا نمایش داده شد.